# Sericornis keri
El Sedosito del Atherton (Sericornis keri),  es una especie de ave paseriforme perteneciente a la familia  Acanthizidae. Anteriormente incluida en la familia . Es endémica de  Australia. Su hábitat natural son los bosques húmedos de las tierras bajas o montañas subtropicales o tropicales.